# ʷ
Cette page contient des caractères spéciaux ou non latins. S’ils s’affichent mal (▯, ?, etc.), consultez la page d’aide Unicode.
ʷ, appelée w en exposant, w supérieur ou lettre modificative w, est un symbole de l’alphabet phonétique international et de l’alphabet phonétique américaniste, mais aussi un graphème utilisé dans l’écriture de l’oubykh, dans l’écriture de l’amazigh, et dans les alphabets de plusieurs langues d’Amérique : comox, kalispel, klallam, kwak'wala, lekwungen, lushootseed, thompson, wichita, yurok. 
Il est formé de la lettre w mise en exposant.

## Utilisation
Dans l’alphabet phonétique international, ‹ ʷ › représente la labiovélarisation de la consonne qui le précède.Edmund Gussman analyse les voyelles nasales polonaises comme des voyelles suivies de semi-voyelles labio-vélaire, notée avec ‹ ʷ̃ ›, ou palatale, notée avec ‹ ʲ̃ ›, par exemple wąs [vɔʷ̃s] « moustache ».
Il est aussi utilisé dans la translittération de l'amazigh afin de noter la labio-vélarisation (labialisation) dans les dialectes amazighs du nord.
En amharique, il est utilisé pour noter les consonnes labialisées.

## Représentations informatiques
La lettre modificative w peut être représenté avec les caractères Unicode suivants (Alphabet phonétique international) :
| formes       | représentations | chaînes de caractères | points de code | descriptions                    | note                            |
| ------------ | --------------- | --------------------- | -------------- | ------------------------------- | ------------------------------- |
| modificative | ʷ               | ʷ                     | U+02B7         | lettre modificative minuscule w | codé pour le symbole phonétique |